# Лангененслінген
Лангененслінген (нім. Langenenslingen) — громада в Німеччині, знаходиться в землі Баден-Вюртемберг. Підпорядковується адміністративному округу Тюбінген. Входить до складу району Біберах.
Площа — 88,40 км2. Населення становить 3553 ос. (станом на 31 грудня 2020).